# ترکی العمار
ترکی العمار (زادهٔ ۲۴ سپتامبر ۱۹۹۹) بازیکن فوتبال اهل عربستان سعودی است.
وی همچنین در تیم‌های ملی فوتبال زیر ۱۹ سال عربستان و عربستان سعودی بازی کرده‌است.